# Tratado por el que se establece una Constitución para Europa

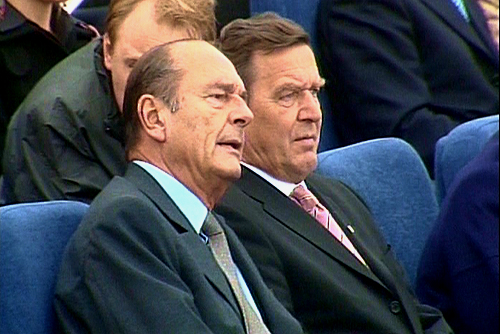
El presidente francés Jacques Chirac (izquierda) y el canciller alemán Gerhard Schröder, en 2003, días antes de la Cumbre europea de Salónica.

El Tratado por el que se establece una Constitución para Europa (conocido como Constitución Europea o Tratado Constitucional) fue un tratado internacional no ratificado destinado a crear una constitución consolidada para la Unión Europea (UE). De haber sido aprobado, habría reemplazado los tratados existentes de la UE con un solo texto, otorgando fuerza legal a la Carta de los Derechos Fundamentales, y ampliado la votación a mayoría cualificada en áreas de política que previamente se habían decidido por unanimidad entre los Estados miembro de la Unión.
El proyecto del tratado había sido aprobado el 18 de junio de 2003, siendo firmado en Roma por los jefes de gobierno de los países que formaban la Unión Europea a 29 de octubre de 2004. El 12 de enero de 2005, el Parlamento Europeo aprobó una resolución por 500 votos a favor, 137 en contra y 40 abstenciones, en la que recomendó a los Estados miembros que ratificaran la Constitución. En España, por ejemplo, el tratado fue ratificado con una clara victoria del sí en un referéndum con una participación del 42 % del censo. En cambio, el resultado de un referéndum en Francia y otro referéndum en los Países Bajos fue de oposición al tratado, lo cual hizo que el documento no llegase a entrar en vigor y provocó una crisis institucional europea.
Este documento reemplazaría los tratados constitutivos (Tratado de París, mientras existió la CECA, y Tratados de Roma) y los Tratados y Actas que los modifican (Bruselas, Acta Única Europea, Maastricht, Ámsterdam, Niza y los sucesivos Tratados de Adhesión) que fijan las normas de funcionamiento y actuación de la UE.

## Historia

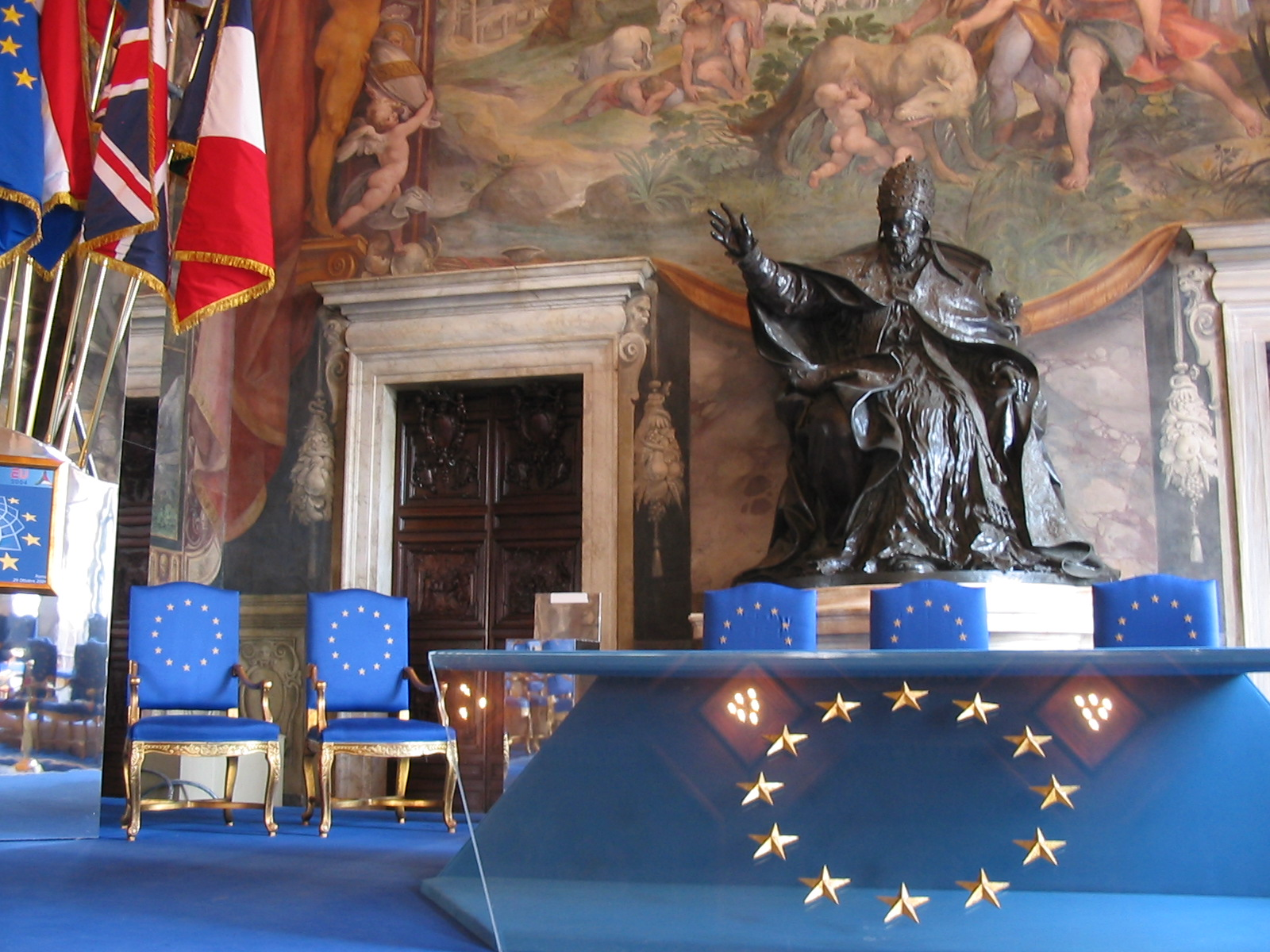
Salón de los Museos Capitolinos de Roma, con la estatua del papa Inocencio X de fondo, donde se firmó el tratado.

Según lo acordado en la cumbre europea de Salónica (Grecia) en junio de 2003, el proyecto de Tratado Constitucional presentado por el presidente de la Convención sobre el futuro de Europa, Valéry Giscard d'Estaing, debía ser firmado lo antes posible tras la fecha de adhesión de los diez nuevos miembros (1 de mayo de 2004)  y antes de las elecciones europeas de junio de 2004 y, para ello, debía tenerse ultimado el texto definitivo antes de finales de 2003. Sin embargo, la Cumbre de Bruselas de diciembre de ese año terminó sin éxito. El presidente en ejercicio del Consejo Europeo, Silvio Berlusconi, dio por fracasadas las negociaciones sobre la Constitución europea al constatar la falta de acuerdo sobre el sistema de voto considerado como base para el «reparto de poder» dentro del Consejo.
El punto central de las diferencias fue el enfrentamiento entre el llamado «eje franco-alemán» por un lado y España y Polonia por otro. La disputa giró en torno al sistema de votación, pero en la práctica la confrontación era una continuación de las diferencias generadas al seno de la UE tras la invasión de Irak de 2003, que apoyaron España y Polonia en franco desafío a la postura contraria a la invasión por parte de Francia y Alemania.
Esta situación se vio superada principalmente tras las elecciones generales de España de 2004 que condujeron al cambio de gobierno es ese país, dando paso a la administración de José Luis Rodríguez Zapatero con la que se logró un acuerdo en junio de ese año. En consecuencia, el 29 de octubre siguiente, los jefes de Estado y de Gobierno de los 25 Estados miembros de la Unión Europea firmaron el Tratado en Roma.
|                                                               |                                   |                                   |                      |                      |
| Estado miembro (convocatoria)                                 | Vía Parlamento (P) Referéndum (R) | Vía Parlamento (P) Referéndum (R) | % Votos (abstención) | % Votos (abstención) |
| Estado miembro (convocatoria)                                 | P                                 | R                                 | a favor              | en contra            |
| Convocatoria en 2004                                          |                                   |                                   |                      |                      |
| Hungría (20 de diciembre)                                     | Sí                                | No                                | 96                   | 4                    |
| Lituania (11 de noviembre)                                    | Sí                                | No                                | 95                   | 5                    |
| Convocatoria en 2005                                          |                                   |                                   |                      |                      |
| Alemania (12 de mayo)                                         | Sí                                | No                                | 94.6                 | 5                    |
| Austria (11 de mayo)                                          | Sí                                | No                                | 99                   | 1                    |
| Chipre (30 de junio)                                          | Sí                                | No                                | 55                   | 40                   |
| Chipre (30 de junio)                                          | Sí                                | No                                | (5)                  |                      |
| Eslovaquia (11 de mayo)                                       | Sí                                | No                                | 86                   | 14                   |
| Eslovenia (1 de febrero)                                      | Sí                                | No                                | 95                   | 5                    |
| España (20 de febrero)                                        | Sí                                | *Sí                               | 76,7                 | 17,2                 |
| España (20 de febrero)                                        | Sí                                | *Sí                               | (57,6)               |                      |
| Francia (29 de mayo)                                          | No                                | Sí                                | 45,32                | 54,8                 |
| Francia (29 de mayo)                                          | No                                | Sí                                | (30,6)               |                      |
| Grecia (19 de abril)                                          | Sí                                | No                                | 97                   | 3                    |
| Italia (6 de abril)                                           | Sí                                | No                                | 94                   | 6                    |
| Letonia (2 de junio)                                          | Sí                                | No                                | 71                   | 11                   |
| Luxemburgo (10 de julio)                                      | Sí                                | *Sí                               | 57                   | 43                   |
| Malta (6 de julio)                                            | Sí                                | No                                | 100                  | -                    |
| Países Bajos (1 de junio)                                     | -                                 | *Sí                               | 38,4                 | 61,6                 |
| Países Bajos (1 de junio)                                     | -                                 | *Sí                               | (37,2)               |                      |
| Convocatoria en 2006                                          |                                   |                                   |                      |                      |
| Bélgica (8 de febrero)                                        | Sí                                | No                                | 63                   | 36                   |
| Bélgica (8 de febrero)                                        | Sí                                | No                                | (1)                  |                      |
| Estonia (9 de mayo)                                           | Sí                                | No                                | 73                   | 1                    |
| Estonia (9 de mayo)                                           | Sí                                | No                                | (28)                 |                      |
| Finlandia (12 de mayo)                                        | Sí                                | No                                | 81                   | 19                   |
| Irlanda                                                       | No                                | Sí                                | -                    | -                    |
| Polonia                                                       | No                                | Sí                                | -                    | -                    |
| Portugal                                                      | No                                | Sí                                | -                    | -                    |
| Reino Unido                                                   | No                                | *Sí                               | -                    | -                    |
| República Checa                                               | Sí                                | Sí                                | -                    | -                    |
| Dinamarca                                                     | No                                | Sí                                | -                    | -                    |
| Suecia                                                        | Sí                                | No                                | -                    | -                    |
| (*)= El gobierno organizó una consulta popular no vinculante. |                                   |                                   |                      |                      |

### Proceso de ratificación
Los Estados miembros debían ratificar el tratado de conformidad con sus respectivas normas constitucionales. Tras España, el único país que aprobó la Constitución europea tras someterla a referéndum y obtener en él un resultado favorable a la misma, fue Luxemburgo.

#### España
El referéndum consultivo sobre el TCE se celebró el 20 de febrero de 2005. La pregunta que se sometió a consulta fue "¿Aprueba usted el Tratado por el que se establece una Constitución para Europa?".
Durante las semanas anteriores a la consulta el gobierno emprendió una campaña sobre el referéndum. Para ello contó con la imagen de personajes famosos y repartió copias del Tratado Constitucional (sin los anexos) en periódicos. Dispuso de una página web desde donde se puede descargar el texto íntegro y acceder a un foro de discusión moderado.
El 13 de diciembre de 2004 el Tribunal Constitucional se pronunciaba sobre posibles incompatibilidades entre los textos de la Constitución Española y el del Tratado Constitucional Europeo. La mayoría de los miembros del pleno del Tribunal declaró que no existe contradicción alguna, por lo que no procede una reforma constitucional al respecto.
Mientras los partidos políticos mayoritarios (Partido Popular y Partido Socialista Obrero Español), además de Convergència i Unió y Partido Nacionalista Vasco manifestaron su apoyo al Tratado, varios partidos manifestaron su desacuerdo al texto. Los sindicatos mayoritarios solicitaron el “Sí” a la Constitución mientras que los movimientos antiglobalización y otros movimientos sociales se posicionaron por el “No”. Finalmente, el tratado fue aprobado por el Congreso el 28 de abril de 2005 y en el Senado el 18 de mayo de 2005. Se publicó en el B.O.E. n.º 121, de 21 de mayo de 2005.

#### El "no" en Francia y los Países Bajos
Con una participación del 69,74%, el 54,87% de los votantes franceses rechazaron el Tratado en el referendo celebrado el 29 de mayo de 2005. El partido gobernante UMP del presidente Jacques Chirac apoyó el "sí" de manera oficial y fue sostenido por sus votantes. Lo mismo ocurrió con el UDF, segunda fuerza de derecha. Por el contrario el partido socialista así como Los Verdes que habían apoyado oficialmente el Tratado no lograron convencer a sus electores, que se pronunciaron de manera negativa.
Los partidos comunista, verde, de extrema izquierda y el ultraderechista Frente Nacional así como la organización ATTAC se posicionaron claramente por el "no". La alta movilización de la izquierda llevó a una participación que rondó el 70%.

### Cambio de tratado
Tras el rechazo de dos importantes países fundadores de la Unión Europea al proyecto constitucional, el proceso de ratificación se paralizó. Se pretendía que el tratado constitucional entrase en vigor el 11 de noviembre de 2006, después de que fuera ratificado por los Estados miembros, pero ante la victoria del "no" en Francia y Países Bajos, la Presidencia alemana del Consejo de la Unión Europea convocó en junio de 2007 una conferencia intergubernamental que debía elaborar un nuevo tratado que reformara el Tratado de la Unión Europea y el tratado de la comunidad Europea. De dicha conferencia nació el Tratado de Lisboa.
Por otra parte el Consejo Europeo celebró una cumbre informal el 25 de marzo de 2007 en Alemania para conmemorar el 50 aniversario de los Tratados de Roma. En esta cumbre se firmó la Declaración de Berlín que recoge los "valores y ambiciones" de la Unión.

## Objetivos del Tratado, según la UE
- Armonizar y estabilizar el Derecho constitucional ya existente en un mismo documento jurídicamente vinculante.
- Definir la Unión Europea como una unión de estados y ciudadanos con unos derechos fundamentales.
- Reparto de competencias mejorado:
  - Reforzamiento del Parlamento y de la Comisión Europea.
  - La presidencia del Consejo será permanente, en periodos de 2 años y medio que se pueden prolongar una sola vez.
  - Creación del cargo de ministro de Relaciones Exteriores de la Unión Europea.
  - Avances en la libertad, seguridad y justicia comunes.
  - Referéndum a escala europea.
- Simplificar: los vetos han supuesto el principal escollo para la integración. La Constitución mantiene la unanimidad en la fiscalidad, política exterior y asuntos sociales, pero no será necesaria en justicia e interior, medio ambiente, mercado interior y transportes. Sin embargo el Tratado deja la posibilidad de eliminar la unanimidad en uno u otro punto si así lo decide el voto a favor de todo el Consejo de la UE.
- Cambio del sistema de voto establecido en el Tratado de Niza, concediendo más poder a los países con más población.

## Críticas
Varios sectores acusaron al Tratado de ser neoliberal en el plano económico. Además, se ha generado también polémica entre, por un lado los sectores que se oponen a la omisión del cristianismo como influencia básica en la cultura europea en este texto, y por otro los defensores del laicismo o de la posible inclusión en el futuro de Turquía con otra fe mayoritaria. También hubo críticas en el sentido de un déficit democrático en las instituciones que el texto legitima, ya que algunos de los organismos de la Unión que acumulan más poder, como son el Consejo de la Unión Europea y la Comisión Europea, no son elegidos de forma democrática por los ciudadanos de la Unión.
Desde sectores neoliberales, sin embargo, se criticó al Tratado de ser demasiado intervencionista, alegando que da demasiado poder a los Estados.
Críticas habituales por parte de sectores de la población española son la precaria campaña de información gubernamental sobre un texto tan voluminoso, la parcialidad hacia el "sí" de una campaña supuestamente informativa, la exigua o nula participación ciudadana en su elaboración, y la deficiencia democrática que supone un referéndum en el que se aprueba o desaprueba el texto de la Constitución como un todo, más siendo un tratado tan importante y de tan difícil alteración a posteriori.

## Legado

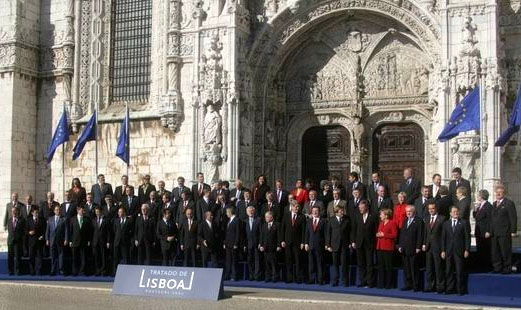
Ceremonia de firma del Tratado de Lisboa en el Monasterio de los Jerónimos de Belém.

El proceso político que se desarrolló en torno al tratado constitucional, trajo considerables consecuencias en los medios de la política interna de los Estados miembros, así como de las instituciones comunitarias en su conjunto. El resultado negativo de la consulta en Francia condujo a un cambio de gobierno en los días siguientes al fallido referéndum y la reforma institucional de la UE fue parte importante en la campaña presidencial de 2007.
La experiencia condujo a que el Tratado de Lisboa fuese ratificado en 2009, entrando en vigor el mismo año, sin haber pasado por un  referéndum. Si bien el texto era diferente del firmado en Roma en 2004, incluía varios de los puntos principales reivindicados por quienes apoyaban la fallida Constitución. Es así que desde entonces la UE cuenta con una presidencia permanente del Consejo y ha reforzado las competencias del alto representante, considerado como el equivalente al ministro de Asuntos Exteriores promovido por el tratado constitucional. Pese a ello, el cargo de presidente de la Unión Europea, no esta materializado ya que la organización continua contado con un presidente de la Comisión y un presidente del Consejo.